# Anka Obrenović
Anka Obrenović, född 1 april 1821, död 1868, var en serbisk prinsessa och författare. Hon drev Serbiens kanske första salong i Belgrad och hennes översättningsarbeten blev 1836 de första som hade publicerats av en kvinna i Serbien. Hon mördades i ett attentat. Hon var mor till Katarina Konstantinović.

## Biografi
Anka var den tredje av fyra döttrar till Gospodar Jevram Obrenović och Thomanija Bogičević och därmed brorsdotter till furst Milan I av Serbien. Hennes far tjänstgjorde som guvernör i Belgrad och från 1839 som regent i Serbien. Hennes brorson var den framtida kung Milan I av Serbien. Hennes far var den förste mannen i Belgrad som introducerade västerländska seder i sitt privata hem och hans barn fick en hög utbildning. Anka lärde sig tala franska och tyska och publicerade ett tyskt poem översatt till serbiska vid tretton års ålder.
Hon publicerade därefter skrifter i tidningen Danica ilirska under namnet "En illyrisk kvinna från Serbien" och fick 1836 tryckt en bok av sina översättningar som kom att bli inte bara den första boken skriven av en serbiska kvinna utan också kanske den första tryckta boken på serbiska. Hon uppmärksammades mycket för detta och blev föremål för många poetiska hyllningar.
Hon var föremål för ett poem av den kroatiske poeten Antun Mihanović som ville gifta sig med henne då hon var sexton. Frieriet avslogs av hennes farbror, Serbiens monark, eftersom friaren var katolik. Anka Obrenović beskrivs som mycket vacker, mycket intelligent och väl bildad.
Anka var modern och kallades för "Anka pomodarka" (Anka den moderna). Till skillnad från den serbiske monarkens egna döttrar, som fortfarande bar den traditionella turkiska dräkten, följde Anka det västeuropeiska modet, och var en av få i Belgrad som spelade och ägde ett piano.
Anka Obrenović gifte sig 1842 med adelsmannen och kommendören Alexander Konstantinović, med vilken hon fick Alexander Konstantinović och Katarina Konstantinovic. År 1860 öppnade hon en av Serbiens första salonger, som kallades konstsammankomster och som kom att spela en stor roll för det serbiska samhällets utveckling och pånyttfödelse under 1860-talet. Hon bjöd in kända kvinnliga konstnärer och intellektuella, höll konserter och lät läsa upp serbisk, fransk, tysk och italiensk poesi, och lät också ta upp aktuella och politiska ämnen.
Vid ett ospecificerat datum fick Anka en dotter med sin före detta svåger, Jovan Ghermani. Anka blev efter sin makes död tillsammans med sin dotter Katarina inbjuden att bo vid hovet av sin kusin, furst Mihailo. Hennes dotter hade ett förhållande med monarken, som hade planer på att ta ut skilsmässa och gifta sig med henne.

### Död
Den 10 juni 1868 promenerade Anka, Mihaljo och Katarina vid floden i parken Kosutnjak, i närheten av Mihajlos lantegendom i utkanten av Belgrad. Sällskapet blev där attackerade av attentatsmän som sköt dem. Attentatet var troligen beställt av dynastin Obrenovićs rivaldynasti Karađorđevićs. Mihajlo sköts genast, Anka ska ha gjort aktivt motstånd innan även hon sköts, medan Katarina blev skadeskjuten men överlevde.